# Saint-Cyprien (Dordogne)
Die Gemeinde Saint-Cyprien mit 1566 Einwohnern (Stand 1. Januar 2022) liegt auf einem Hang am rechten Ufer der Dordogne im Département Dordogne des französischen Périgord. Ursprung war eine Abtei, errichtet über dem Grab eines Eremiten namens Cyprien, der sich um 620 in die Höhlen von Fages oberhalb des heutigen Ortes zurückgezogen hatte.

## Bevölkerungsentwicklung
| Jahr                       | 1962 | 1968 | 1975 | 1982 | 1990 | 1999 | 2007 | 2018 |
| Einwohner                  | 1617 | 1649 | 1763 | 1708 | 1593 | 1522 | 1567 | 1554 |
| Quellen: Cassini und INSEE |      |      |      |      |      |      |      |      |

## Sehenswürdigkeiten
Der alte Teil von Saint-Cyprien mit seinen engen Gassen wird dominiert von der großen Kirche aus dem 12. Jahrhundert. Jedoch ist nur noch der Bergfried des aktuellen Bauwerkes romanisch, alle anderen Teile wurden später im gotischen Stil umgebaut. Das Kirchenschiff wird von einem Kreuzrippengewölbe überspannt. Die Einrichtung aus dem 17. Jahrhundert umfasst mehrere Retabel, die Kanzel, das Chorgestühl, die Orgelempore und eine schmiedeeiserne Balustrade. Das Kirchenbauwerk ist als Monument historique eingestuft. 
Der Ort ist weithin bekannt für seinen Bauernmarkt am Sonntag Vormittag. Dafür kommen Bauern und Händler aus weitem Umkreis nach St. Cyprien. Der Markt ist im Sommer eine Touristen-Attraktion, findet aber das ganze Jahr über statt. 
Nordöstlich des Dorfes steht das Schloss La Roque.

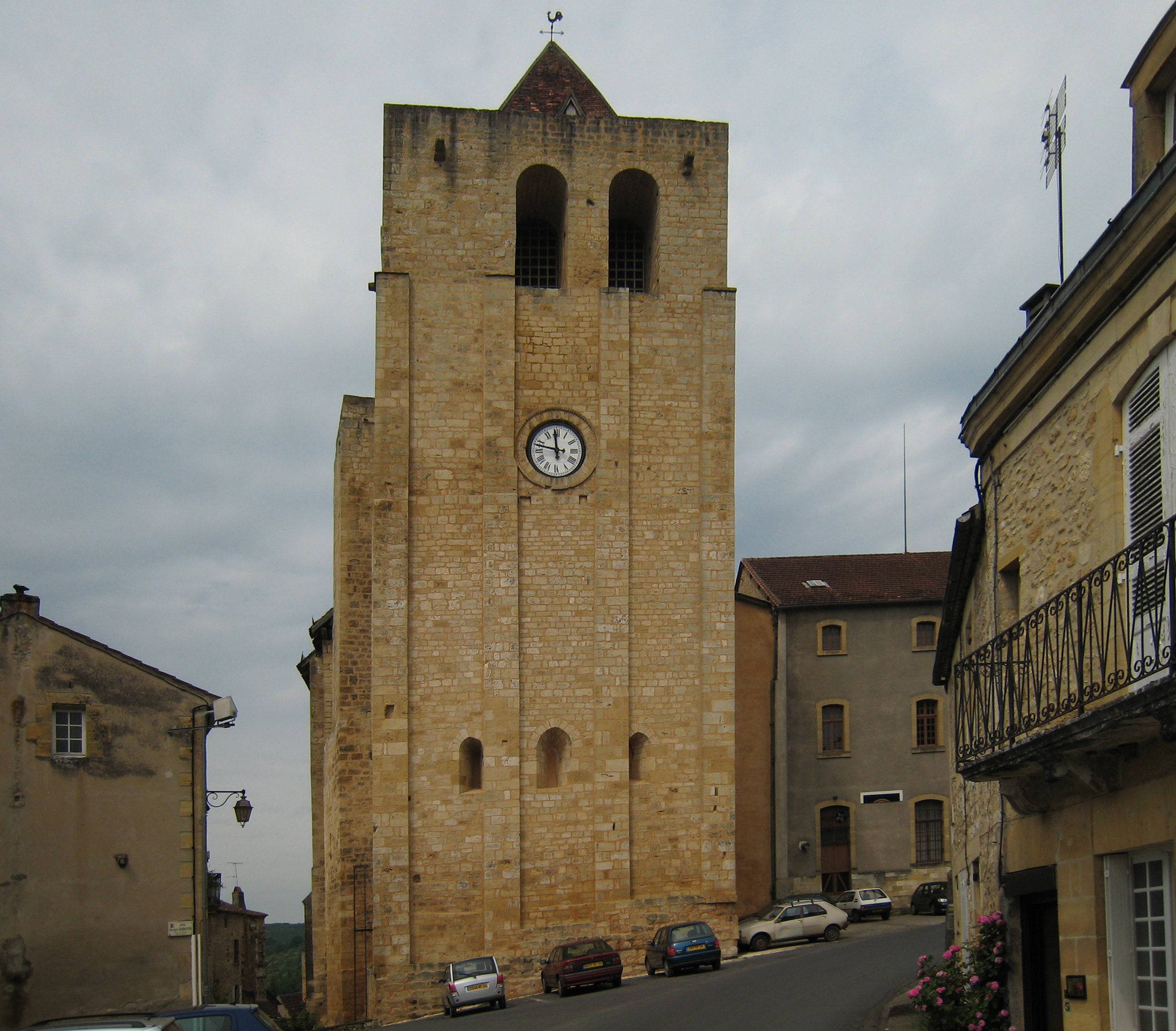
Kirche Saint-Cyprien
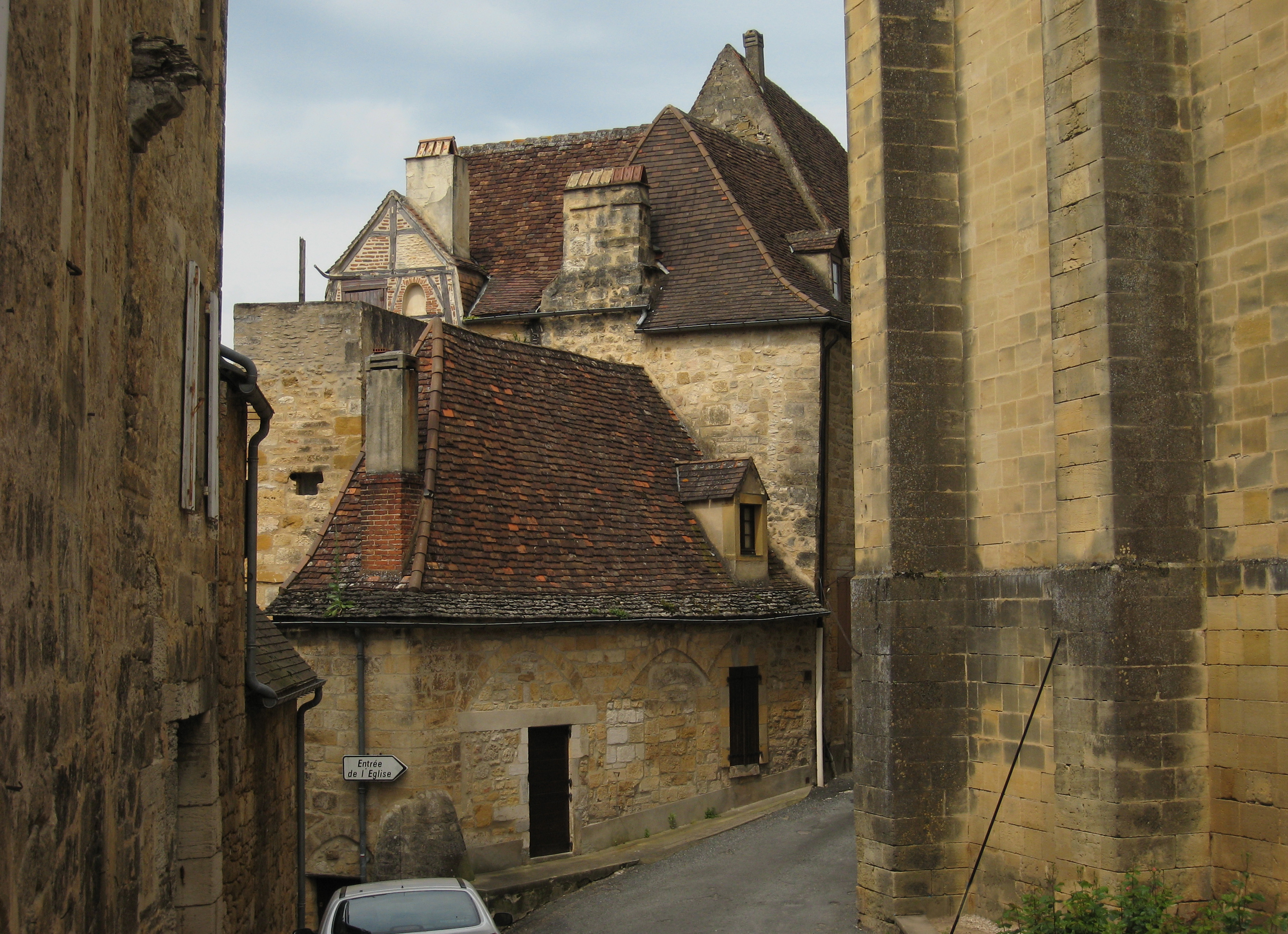
Alte Häuser

## Wirtschaft und Infrastruktur
Saint-Cyprien liegt an der Bahnstrecke Siorac-en-Périgord–Cazoulès, die heute nur noch bis Sarlat bedient wird. Die Regionalzüge nach Sarlat und Bordeaux Saint-Jean werden vom TER Nouvelle-Aquitaine betrieben.

## Persönlichkeiten
- Christophe de Beaumont (1703–1781), römisch-katholischer Geistlicher, Erzbischof von Vienne (1745–1746) und Paris (1746–1781)